# Фэй Му
Фэй My (1906 — 1951) — китайский режиссёр.
Получил общее образование во французском колледже в Пекине, владел французским, английским, немецким, итальянским, русским языками. В кино с 1930, сначала как переводчик, с 1932 — как режиссёр. Снял фильмы: «Чэнши-чжи е» («Ночь города»), «Ланшань е сюэ цзи» («Кровь на Волчьей горе»), «Кун Фу-цзы» («Конфуций»), «Сяо чэн-чжи чунь» («Весна в городке»), «Шэн сы хэнь» («Смертельная ненависть»). В них появляются иносказательность и глубокий психологизм, смелые эксперименты с формой. «Весна в городке» (камерный сюжет о взаимоотношениях в «треугольнике», состоящем из больного мужа, скучающей жены, заезжего приятеля) считается одним из лучших фильмов за всю историю китайского кинематографа.